# Russisch-Orthodoxe Kapelle am Grünen Markt

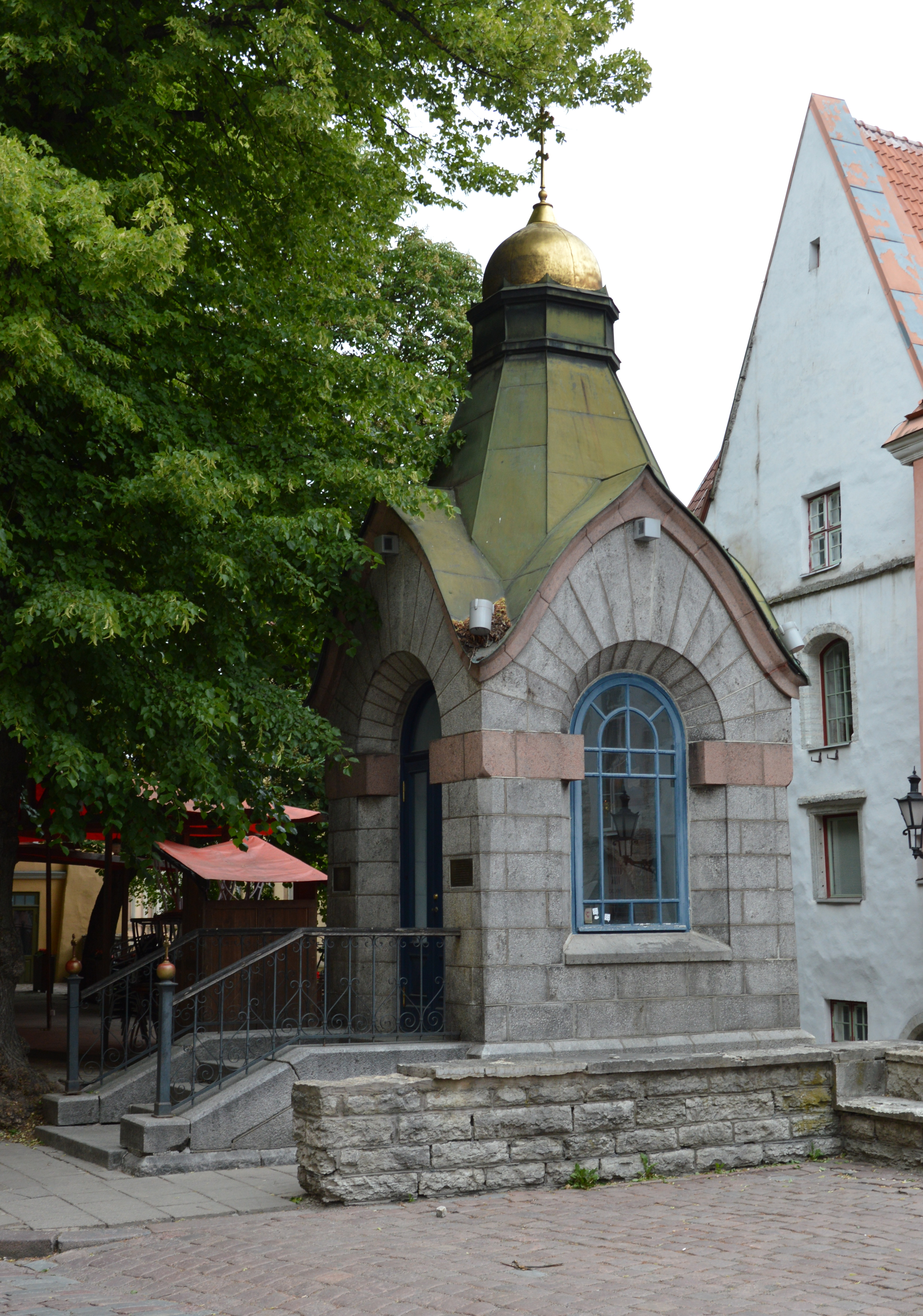
Russisch-Orthodoxe Kapelle am Grünen Markt, 2018

Die Russisch-Orthodoxe Kapelle am Grünen Markt ist eine russisch-orthodoxe Kapelle in der estnischen Hauptstadt Tallinn.

## Lage
Sie befindet sich in der Revaler Altstadt am Grünen Markt (estnisch Roheline turg) an der spitzwinkligen Einmündung der Olevstraße (Olevimägi) auf die Langstraße (Pikk tänav) an der Adresse Langstraße 34a.

## Gestaltung und Geschichte
Die kleine Kapelle wurde im Jahr 1909 anlässlich des 15. Jahrestags der Thronbesteigung des Zaren Nikolaus II. errichtet. Der Entwurf stammte von Nikolai Heraskow und Nikolai Thamm dem Jüngeren. Bis in die frühen 1960er Jahre wurde die Kapelle religiös genutzt, dann erfolgten jedoch Nutzungen als Telefonzelle und zuletzt als Postkartenkiosk. Nachdem der Kiosk Anfang der 1990er Jahre geschlossen worden war, stand die Kapelle leer. Im Jahr 2009 erfolgte dann eine Rückgabe der Kapelle an die russisch-orthodoxe Kirche.